# Fusolatirus
Fusolatirus is een geslacht van weekdieren uit de klasse van de Gastropoda (slakken).

## Soorten
- Fusolatirus balicasagensis (Bozzetti, 1997)
- Fusolatirus brinkae (Lussi, 1996)
- Fusolatirus bruijnii (Tapparone Canefri, 1876)
- Fusolatirus coreanicus (E. A. Smith, 1879)
- Fusolatirus elsiae (Kilburn, 1975)
- Fusolatirus formosior (Melvill, 1891)
- Fusolatirus higoi Snyder & Callomon, 2005
- Fusolatirus kandai (Kuroda, 1950)
- Fusolatirus luteus Snyder & Bouchet, 2006
- Fusolatirus nana (Reeve, 1847)
- Fusolatirus pachyus Snyder & Bouchet, 2006
- Fusolatirus paetelianus (Küster & Kobelt, 1874)
- Fusolatirus pagodaeformis (Melvill, 1899)
- Fusolatirus pearsoni (Snyder, 2002)
- Fusolatirus rikae (Fraussen, 2003)
- Fusolatirus sarinae (Snyder, 2003)
- Fusolatirus suduirauti (Fraussen, 2003)